# Иоанн (Петров)
Архимандрит Иоанн (в миру Григорий Петров; 1696—1760) — архимандрит Русской православной церкви.
Григорий Петров родился в 1696 году в семье пономаря Ростовского уезда.
В 1719 году посвящен в диакона, но скоро обратился в старообрядчество и бежал на Ветку. Здесь он был пострижен в монашество с именем Герасима. После разгрома Ветки вместе с другими раскольниками был доставлен в Санкт-Петербург и здесь вернулся в православие.
Из столицы он был отослан в Нижегородский архиерейский дом к преосвященному Питириму и был у него после экономом.
В 1742 году Григорий Петров был посвящен во иеромонаха с именем Иоанн. 20 ноября 1744 года он был произведен в архимандрита в Спасский зеленогорский монастырь; в 1747 году перешел в Оранский Богородицкий монастырь, где и скончался 13 апреля 1760 года.